# メルト (supercellの曲)
「メルト」は、日本のボカロP・ryoのVOCALOID楽曲。2007年12月7日に発表され、ボーカルシンセサイザー・初音ミクが歌唱する。
のちにryoらが結成したクリエイターユニット・supercellの楽曲としても知られる。

## 概要
本楽曲は、2007年12月7日、動画投稿サイト「ニコニコ動画」にて、『初音ミク が オリジナル曲を歌ってくれたよ「メルト」』と題した楽曲MVが投稿された。本楽曲は、作詞・作曲者であるryoにとっては、2曲目の自作曲となる。
「初音ミク」の実体がソフトウェアであるものの、本楽曲の歌詞では、人格を有した”人間”として扱い、16歳の少女・初音ミク視点による恋愛模様を描く。それまでのキャラクターソング的な初音ミク歌唱の楽曲に比して、画一的な楽曲とされたことから、本楽曲投稿後のVOCALOID史に大きく影響を与えている（後述の「#メルトショック」を参照）。
投稿後の反響としては、その演奏だけでなく、歌詞や旋律にも注目が行き、大ヒットを記録され、本楽曲の「歌ってみた」動画などの派生作品も多数投稿されるなど、VOCALOID楽曲における人気曲の1つである（後述の「#反響と評価」を参照）。
本楽曲の人気は続いており、現在までに数多くのタイアップなどが企画され、2017年の楽曲投稿10周年にはセルフアレンジ版も投稿された（後述の「#コラボ・タイアップ」を参照）。
また、VOCALOIDに関する調査が行われる際には、しばしば本楽曲が実験に使用されている。

## 反響と評価
2007年に投稿された楽曲MVは、再生回数を順調に伸ばし、翌年12月時点で330万回、2009年3月時点で400万回、2017年12月時点で1170万回を超える。ニコニコ動画を含む動画投稿サイトでは、本楽曲の「歌ってみた」動画などの派生作品も多数投稿され、原曲発表の翌年12月時点では、関連動画を含めた累計再生回数が1000万回を超えたとされる。また、本楽曲発表後、発表者のryo自身も、作曲依頼の増加や複数レーベルからの誘いを受け、その後、ソニーのレーベルへ参加するきっかけとなった。
ニコニコ動画にて公開中の楽曲MVは、再生回数は1600万回以上、コメント数も100万件を超える（2024年3月現在）。

### 使用イラストの版権
楽曲MV制作にあたって、イラストは壁紙サイトから借用したものだったが、借用したイラストが無断転載だったことが発覚。しかし、元々のイラスト投稿者である「119（ひけし）」からの許可を得る形で異例のコラボレーションとなったことが明かされた。のちに、このコラボをきっかけとして、119もイラストレーターとしてsupercellに参加。また、119がサムネイルを制作していたことから、三輪士郎もイラストレーターとして加入した。

### メルトショック
本楽曲が投稿される以前のVOCALOID楽曲は、キャラクターとしての「初音ミク」のイメージから制作されるキャラクターソング的な楽曲が大半を占めていた。しかし、本楽曲が投稿された2007年12月7日以降、ニコニコ動画にて、多くのユーザーが本楽曲の「歌ってみた」動画を投稿したことで、同月13日には、本楽曲を含めた関連動画におけるマイリストランキングの上位を独占する。のちに「メルトショック」と呼ばれたこの一連の現象は、以降のVOCALOID史においても、バラエティ豊かな楽曲が投稿される転換点であり、「初音ミク」がシンガーとして広く受け入れられ、役割を大きく広げるきっかけともなった。

### 評価
この他、2019年12月7日には、「音楽・サウンド」・「初音ミク」・「音楽」の3部門で1位を獲得した他、2021年のねとらぼの調査における2021年1月時点でのニコニコ動画におけるボーカロイド曲の再生回数ランキングで、1位の『みくみくにしてあげる♪【してやんよ】』、2位の『千本桜』に続いて3位にランクインしたり、JOYSOUND平成カラオケランキングの平成VOCALOID TM部門で『千本桜』に続いて2位を獲得するなど、投稿から10年以上経った現在も人気が根強く残っている。
なお、同時代・後世において、ボカロPをはじめとした音楽家らの評価は以下の通り。
米津玄師
本楽曲のヒットを起因に初音ミクを知り、VOCALOIDの世界に入ったという。
ryoとの対談の際には、「ryoさんがいたからボカロシーンが始まったというのは間違いなくありますね」と述べ、楽曲評価も以下のように語る。メルトを最初に聴いたんですけど、メロもいいし言葉もいいし、ドラムもスネアの「スタタン！」ってフレーズがめっちゃ気持ちよかったし、すごくちゃんとしたポップソングなんですよ。でもそれだけじゃない、計り知れないものがあるんです。言語化が難しいんですけど、たとえばミスチルとかサザンって、「偉大なるスタンダードだ」って言われるじゃないですか。けど、Mr.Childrenやサザンオールスターズの音楽を紐解いていくとめちゃくちゃ複雑なことをやってるし、“ただ普通にいい曲”じゃないんですよ。ryoさんの曲もおそらく同じような構造で成り立ってるんだろうなっていうのを最初に聴いたときに思って。だから純粋に音楽に強度がある。すごく影響を受けました。—米津玄師
また、このインタビューを受けた2017年は初音ミク10周年であることから、米津は「マジカルミライ 2017」テーマソングとして、楽曲「砂の惑星」（名義：ハチ）を提供・投稿しており、この歌詞には、本楽曲を彷彿とさせるフレーズが用いられる（後述の「#パロディ・オマージュ」を参照）。
livetune
メルトは完璧な曲だと思っています。僕は初めてメルトを聴いたときから、この曲を超えるボカロ曲にはまだ出会っていない気がしているんです。やっぱryoさんってすげえなって思っています。」と述べ、「この曲が登場したことで、あの界隈がメルト一色になっちゃったんですよね。ある意味世界が崩壊した感じでした。黒船が来たみたいな衝撃だったんですよ。メルトがきっかけでボカロに興味を持った人もめちゃくちゃ多かったし。ただ時間が経つにつれて「メルトが生まれて本当によかったな」と思うようになったんです。メルトのようなほかを圧倒してしまうような作品が登場しなかったら、ボカロの文化っていうのは本当に小さな集まりで少ない人数だけが楽しむもので終わっていたかもしれないですから。いい意味で垣根を取り払ってくれたのがメルトなんです。—kz
ヒャダイン
2019年4月21日に放送されたテレビ番組『関ジャム 完全燃SHOW』（テレビ朝日系）の「実はあの曲が超大事だった！関ジャム流 平成音楽史」にて、平成後半の大事な曲として本楽曲を推薦し、次のように評している。
ボカロの最初の曲としてsupercell feat.初音ミクでみんなでプロデュースすることでボカロPが増えたきっかけになった。さらに”歌い手”というボカロ曲を肉声で歌う文化もできた源流がここにあった。現在ではヒットチャートにボカロが登場することが珍しく、米津玄師も「ハチ」名義でボカロPとして活躍していたのは有名な話。これらを知らないのは”遅れている”のではなく、音楽の聴き方の多様化と、趣味の細分化が理由でもある。この技術の発達によってプロの道が大きく広がったとも言われている。—ヒャダイン

## 楽曲収録

### アルバム
- 『supercell』 - アーティスト: supercell、2009年発売[25]

### その他
- PlayStation Portable専用ソフト『初音ミク Project DIVA』 - セガ・セガ・インタラクティブ、2009年[26]

## コラボ・タイアップ
- 「メルト 10th ANNIVERSARY MIX」 - やなぎなぎ、2017年
  - 作詞・作曲者であるryoのセルフアレンジ[27]。
- 「クラフトボス 世界のTEA」シリーズ - サントリー（YouTube）、2025年3月14日[28]
  - 同シリーズ商品発売開始に向け、PR動画「世界の風篇」のBGMに起用。Xの広報担当者によると、「世界へ広がったこの曲のように『世界のTEA』が世界を吹き抜ける風のようになってほしい」との願いが込められる[29]。2025年3月15日 - 同月17日にテレビコマーシャルとしても放送された[29]。

## パロディ・オマージュ
- 楽曲「砂の惑星」 - 作詞・作曲・編曲：ハチ、歌唱：初音ミク、2017年

そうメルトショックにて生まれた生命 投稿した2017年は初音ミク10周年であり、同楽曲は「マジカルミライ 2017」テーマソングとして提供された。